# Momerstroff

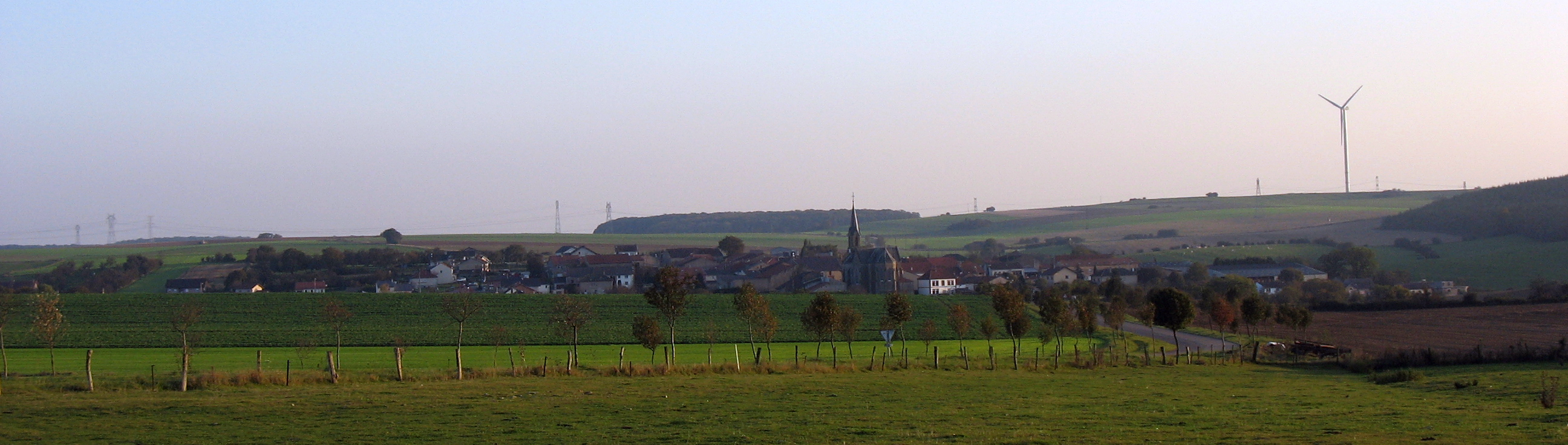
Momerstroff

Momerstroff (Duits: Momersdorf ) is een gemeente in het Franse departement Moselle (regio Grand Est) en telt 241 inwoners (2004). De plaats maakt deel uit van het arrondissement Forbach-Boulay-Moselle.

## Geografie
De oppervlakte van Momerstroff bedraagt 6,2 km², de bevolkingsdichtheid is 38,9 inwoners per km².
De onderstaande kaart toont de ligging van Momerstroff met de belangrijkste infrastructuur en aangrenzende gemeenten.

## Demografie
Onderstaande figuur toont het verloop van het inwonertal (bron: INSEE-tellingen).